# Icom IC-V82
El Icom IC-V82 es un transceptor de la banda VHF diseñado para radioaficionados y profesionales que requieren una comunicación fiable y de alta calidad. Aunque un poco anticuado, ya que se lanzó en 2004 y se descontinuó en 2014, este aparato destaca por su robustez, facilidad de uso y una serie de características avanzadas como la capacidad de convertirlo, añaniendo un módulo, en un dispositivo digital,que lo hacen ideal para ciertas aplicaciones que requieran encriptación de voz y/o datos.

## Características
El Icom IC-V82 es un transceptor portátil VHF con cobertura en la banda de dos metros (144–146 MHz) y una potencia de salida máxima de 7 vatios. Fue fabricado y vendido por Icom desde 2004 hasta 2014.
- Frecuencia de Operación: VHF 136-174 MHz
- Potencia de Salida: 7 W (H), 4 W (M), 0.5 W (L)
- Modulación: FM (Frecuencia Modulada)
- Canales de Memoria: 207 canales
- Pantalla: LCD con retroiluminación
- Batería: BP-222N (Ni-Cd) o BP-227 (Li-Ion)

### Módulo Digital
Una de las características más destacadas del IC-V82 es la posibilidad de convertirlo en un dispositivo digital mediante el módulo adicional UT-1181 vendido por Icom. Este módulo permitía añadir capacidades avanzadas de comunicación digital y encriptación, incluyendo el protocolo DMR trunking, comunicación de voz digital y datos a baja velocidad en formato D-STAR.

## Historia
En junio de 2022, United Against Nuclear Iran, una organización de defensa estadounidense, identificó el Icom IC-V82 como utilizado por Hezbollah, una organización terrorista extranjera según los Estados Unidos. La organización envió una carta a Icom exponiendo sus preocupaciones sobre la capacidad de uso dual de los transceptores y sobre los vínculos comerciales de Icom con Power Group (representantes de Icom en el Líbano) y Faza Gostrar, que afirma ser el "representante oficial de ICOM en Irán".
Se informó que muchos de los dispositivos adquiridos por Hezbolá que posteriormente explotaron en las explosiones de dispositivos de radio del Líbano de 2024, que mataron al menos a 25 personas e hirieron a más de 708, eran IC-V82. Icom abrió una investigación sobre el caso el 19 de septiembre de 2024, al tiempo que un ejecutivo de ventas de la filial estadounidense de la empresa manifestaba que los transceptores involucrados tenían que ser unidades falsificadas.

### Modelos falsificados y Controversia
Después de que Icom dejó de fabricar el IC-V82 en 2014, surgieron modelos falsificados en China. Además, otro modelo falsificado fue vendido a Hezbolá, y muchos de los dispositivos utilizados por este grupo,  fueron explosionados el 18 de septiembre de 2024.
Tras el cese de su fabricación, Icom emitió una advertencia sobre unos transceptores falsificados, entre ellos el IC-V82. En octubre de 2018, la empresa emitió una orden de cese y desistimiento contra un fabricante chino sospechoso de producir productos Icom falsificados; también señaló que no era la primera vez que tomaba tales medidas.

## Protocolos

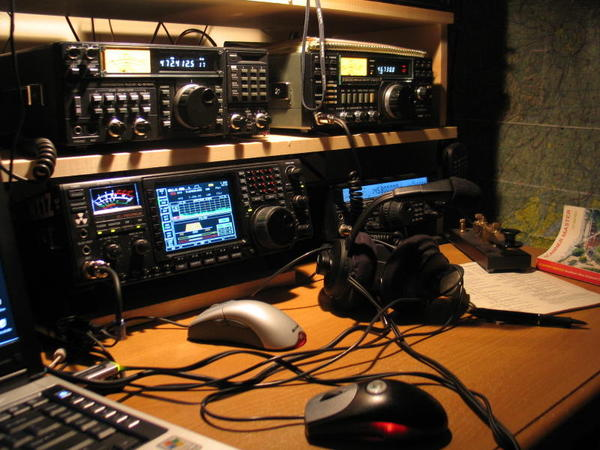
Una estación de radioaficionado compuesta por tres radios Icom.

### IDAS
IIDAS es la implementación de Icom del protocolo NXDN para productos de radio digital bidireccional destinados a radios móviles terrestres privadas (PLMR) comerciales y sistemas de comunicaciones de seguridad pública de gama baja. NXDN es un estándar técnico de interfaz aérea común (CAI) para comunicaciones móviles. Fue desarrollado conjuntamente por Icom y Kenwood Corporation .

### D-STAR
El sistema "abierto" de radio D-STAR fue desarrollado por Icom basándose en protocolos de radio digital desarrollados por la Liga de Radio Amateur de Japón y financiado por el Ministerio de Correos y Telecomunicaciones de Japón . Este sistema está diseñado para proporcionar comunicaciones avanzadas de voz y datos a través de radioaficionado utilizando estándares abiertos.

### TETRA
Algunos transceivers fabricados por Icom son compatibles con los sistemas trunking Motorola y SmarTrunk.
- Protocolo TETRA: El protocolo TETRA (Terrestrial Trunked Radio) es un estándar de radio digital utilizado principalmente por servicios de emergencia y seguridad pública. Proporciona comunicaciones seguras y fiables con capacidades de encriptación.
- Encriptación: La incorporación del módulo TETRA permite la encriptación de las comunicaciones, asegurando que solo los usuarios autorizados puedan acceder a la información transmitida.

## Accesorios y Opciones
El IC-V82 viene con una variedad de accesorios que mejoran su funcionalidad y facilidad de uso:
- Antena: Antena de alta ganancia para mejorar la recepción y transmisión.
- Clip de Cinturón: Para un transporte cómodo y seguro.
- Baterías Opcionales: Disponibles en diferentes capacidades y tecnologías (Ni-Cd, Li-Ion).